# August Brunšvicko-Wolfenbüttelský
August Brunšvicko-Wolfenbüttelský (10. dubna 1579, Dannenberg – 17. září 1666, Wolfenbüttel) z rodu Welfů byl brunšvicko-lüneburským vévodou. Při rozdělování panství v rodě Welfů v roce 1635 obdržel Brunšvicko-wolfenbüttelské knížectví, kterému vládl až do své smrti. Je považován za jednoho z nejgramotnějších princů své doby, založil ve svém sídle ve Wolfenbüttelu vévodskou knihovnu August, v níž měl uloženu největší sbírku knih a rukopisů tehdejší doby na sever od Alp.

## Život

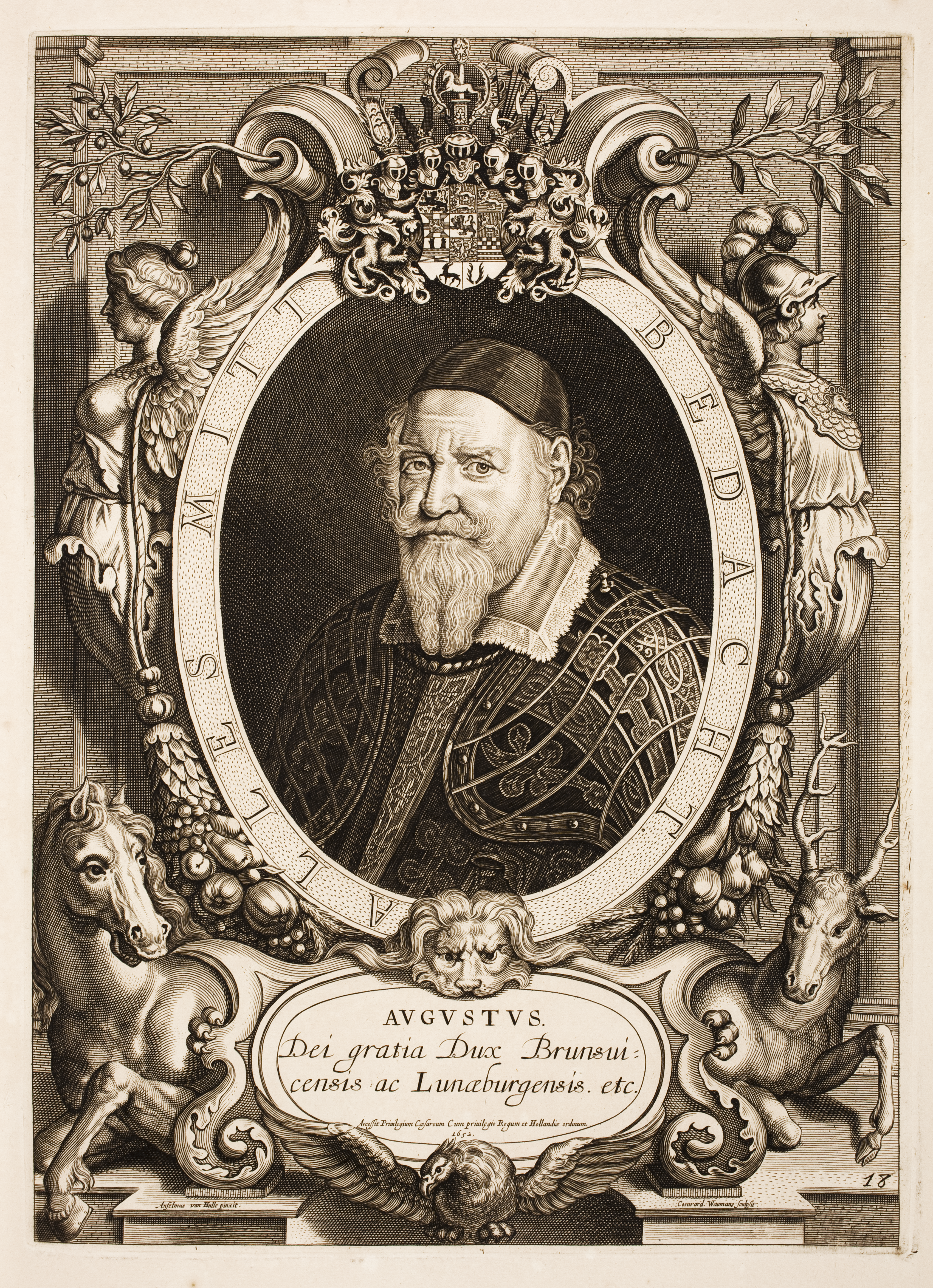
August Brunšvicko-Lüneburský, kresba podle Anselma van Hulle (1717)

August se narodil na hradě Dannenberg jako sedmý a nejmladší potomek vévody Jindřicha Brunšvicko-Lüneburského. Jeho otec vládl lüneburskému knížectví od roku 1559 spolu se svým mladším bratrem Vilémem. O deset let později, po svém sňatku s Uršulou, dcerou askánského vévody Františka I. Sasko-Lauenburského, se však musel vzdát všech práv a nároků a byl odškodněn malým panstvám Dannenberg. Navíc dostával roční rentu a jeho potomci měli právo na dědictví v případě vymření brunšvicko-wolfenbüttelské linie.
August měl jako nejmladší dítě svých rodičů malé šance chopit se vlády na brunšvických statcích, a tak se soustředil na svá studia v Rostocku, Tübingenu a Štrasburku. Podnikl kavalírskou cestu po Itálii, Francii, Nizozemí a Anglii. Do Německa se vrátil ve 25 letech a usadil se v Hitzackeru, kde další tři desítky let žil s malým dvorem a pokračoval ve studiu.
Dědictví pro Augusto vzniklo uprostřed třicetileté války, kdy v roce 1634 zemřel bez dědiců poslední wolfenbüttelský kníže, vévoda Fridrich Ulrich Brunšvicko-Lüneburský. Po zdlouhavých a komplikovaných jednáních se svými zdráhavými příbuznými z rodu Welfů a po zásahu císaře Ferdinanda II. bylo nakonec dohodnuto, že by měl zdědit wolfenbüttelské knížectví August. Kvůli probíhající válce musel zůstat na zámku Dankwarderode v Braunschweigu a do svého sídla se mohl přestěhovat až v roce 1644. Brzy poté Augustus zavedl řadu vládních reforem a založil Bibliotheca Augusta. Po vestfálském míru v roce 1648 se wolfenbüttelské země pod jeho schopnou vládou z války rychle vzpamatovaly.

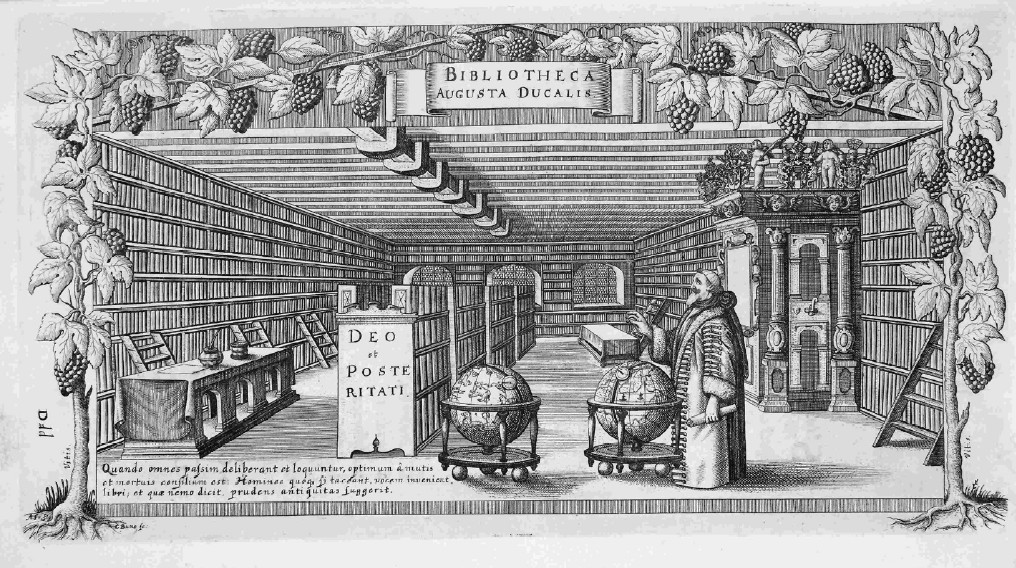
August ve své knihovně, kresba Conrada Buna, kolem 1650

August byl propagátorem němčiny jako jazyka literatury. Pod pseudonymem Gustavus Selenus napsal v roce 1616 knihu o hře v šachy, Das Schach- oder Königsspiel (Šachy nebo královská hra).
Vévoda zaměstnával jako učitele svých synů učence Justa Georga Schottelia; také vel aktivní korespondenci s Johannem Valentinem Andreaem, zakladatelem esoterického rosekruciánského hnutí. V roce 1632 se setkal s knížetem Ludvíkem I. Anhaltsko-Köthenským a připojil se k jeho literární společnosti Die Fruchtbringende Gesellschaft.
August zemřel ve Wolfenbüttelu 17. září 1666 ve věku 87 let. Jeho nástupcem se stal jeho syn Rudolf August.

## Manželství a potomci

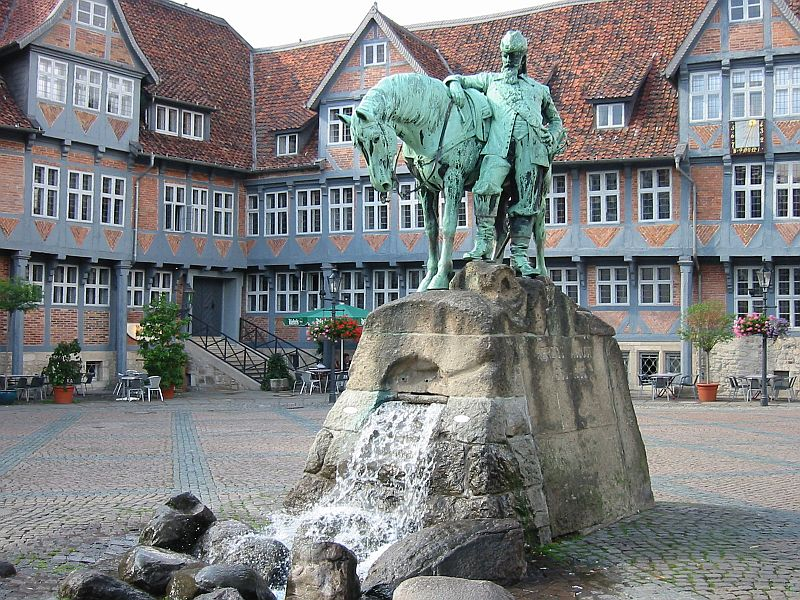
Socha vévody Augusta na wolfenbüttelském tržišti.

V prosinci 1607 se osmadvacetiletý August oženil s o pět let starší Klárou Marií (1574–1623), nejstarší dcerou pomořanského vévody Bogislava XIII. Z manželství se narodily dvě mrtvé děti. Klára Marie zemřela v únoru 1623.
- 1. mrtvě narozená dcera (*/† 17. 4. 1609 Scharnebeck)[1]
- 2. mrtvě narozený syn (*/† 10. 5. 1610 Hitzacker)[2]

Několik měsíců po smrti první manželky se August v říjnu 1623 jako čtyřiačtyřicetiletý oženil s šestnáctiletou Doroteou (1607–1634), dcerou Rudolfa Anhaltsko-Zerbstského. Z jedenáct let trvajícího manželství se narodilo pět dětíː
- 1. Jindřich August Brunšvicko-Wolfenbüttelský (28. 4. 1625 Hitzacker – 30. 9. 1627 tamtéž)[3][4]
- 2. Rudolf August Brunšvicko-Wolfenbüttelský (16. 5. 1627 Hitzacker – 26. 1. 1704 Kissenbrück), vévoda brunšvicko-lüneburský a kníže brunšvicko-wolfenbüttelský od roku 1666 až do své smrti[5][6]
I. ⚭ 1650 Kristýna Alžběta z Barby-Mühlingenu (26. 10. 1634 Barby – 2. 5. 1681 Sondershausen)[7][8]
II. ⚭ 1681 Rosine Elisabeth Menthe (17. 5. 1663 Braunschweig – 20. 5. 1701 tamtéž), morganatické manželství[9][10]
- 3. Sibyla Uršula Brunšvicko-Lüneburská (4. 2. 1629 Hitzacker – 12. 12. 1671 Glücksburg)[11][12]
⚭ 1663 Kristián Šlesvicko-Holštýnsko-Sonderbursko-Glücksburský (19. 6. 1627 Glücksburg – 17. 11. 1698 tamtéž), vévoda šlesvicko-holštýnsko-sonderbursko-glücksburský[13][14]
- 4. Klára Augusta Brunšvicko-Lüneburská (25. 6. 1632 Hitzacker – 6. 10. 1700 Weinsberg)[15]
⚭ 1653 Fridrich Württembersko-Neuenstadtský (19. 12. 1615 Stuttgart – 24. 3. 1682 Neuenstadt am Kocher), vévoda württembersko-neuenstadtský[16][17]
- 5. Anton Ulrich Brunšvicko-Wolfenbüttelský (4. 10. 1634 Hitzacker – 27. 3. 1714 Wolfenbüttel), vévoda brunšvicko-lüneburský a kníže brunšvicko-wolfenbüttelský od roku 1704 až do své smrti (předtím v letech 1685–1702 spoluvládce se svým bratrem)[18]
⚭ 1656 Alžběta Juliana Šlesvicko-Holštýnsko-Sonderbursko-Norburská (24. 5. 1634 Nordborg – 4. 2. 1704 Wolfenbüttel)[19][20]

Dorotea zemřela v září 1634 a August se v roce 1635 oženil s dvaadvacetiletou Alžbětou Žofií (1613–1676), nejstarší dcerou vévody Jana Albrechta II. Meklenburského. S ní měl August dvě dětiː
- 1. Ferdinand Albrecht I. Brunšvicko-Wolfenbüttelsko-Bevernský (22. 5. 1636 Braunschweig – 23. 4. 1687 Bevern), vévoda brunšvicko-bevernský od roku 1666 až do své smrti[21][22]
⚭ 1667 Kristýna Hesensko-Eschwegská (30. 10. 1649 Kassel – 18. 3. 1702 Bevern)[23]
- 2. Marie Alžběta Brunšvicko-Wolfenbüttelská (7. 1. 1638 Braunschweig – 15. 2. 1687 Coburg)[24]
I. ⚭ 1663 Adolf Vilém Sasko-Eisenašský (15. 5. 1632 Výmar – 21. 11. 1668 Eisenach), vévoda sasko-eisenašský[25]
II. ⚭ 1676 Albrecht V. Sasko-Koburský (24. 5. 1648 Gotha – 6. 8. 1699 Coburg), vévoda sasko-koburský[26]

## Vývod z předků
|                                   |                                     |  |                          |                                    |  |  |  |  |  |  |  | Ota V. Brunšvicko-Lüneburský |
|                                   |                                     |  |                          |                                    |  |  |  |  |  |  |  |                              |
|                                   | Jindřich Brunšvicko-Lüneburský      |  |                          |                                    |  |  |  |  |  |  |  |                              |
|                                   |                                     |  |                          |                                    |  |  |  |  |  |  |  |                              |
|                                   |                                     |  |                          | Anna Nasavsko-Dillenburská         |  |  |  |  |  |  |  |                              |
|                                   |                                     |  |                          |                                    |  |  |  |  |  |  |  |                              |
|                                   | Arnošt I. Brunšvicko-Lüneburský     |  |                          |                                    |  |  |  |  |  |  |  |                              |
|                                   |                                     |  |                          |                                    |  |  |  |  |  |  |  |                              |
|                                   |                                     |  |                          | Arnošt Saský                       |  |  |  |  |  |  |  |                              |
|                                   |                                     |  |                          |                                    |  |  |  |  |  |  |  |                              |
|                                   | Markéta Saská                       |  |                          |                                    |  |  |  |  |  |  |  |                              |
|                                   |                                     |  |                          |                                    |  |  |  |  |  |  |  |                              |
|                                   |                                     |  |                          | Alžběta Bavorská                   |  |  |  |  |  |  |  |                              |
|                                   |                                     |  |                          |                                    |  |  |  |  |  |  |  |                              |
|                                   | Jindřich Brunšvicko-Dannenberský    |  |                          |                                    |  |  |  |  |  |  |  |                              |
|                                   |                                     |  |                          |                                    |  |  |  |  |  |  |  |                              |
|                                   |                                     |  |                          | Magnus II. Meklenburský            |  |  |  |  |  |  |  |                              |
|                                   |                                     |  |                          |                                    |  |  |  |  |  |  |  |                              |
|                                   | Jindřich V. Meklenburský            |  |                          |                                    |  |  |  |  |  |  |  |                              |
|                                   |                                     |  |                          |                                    |  |  |  |  |  |  |  |                              |
|                                   |                                     |  |                          | Žofie Pomořanská                   |  |  |  |  |  |  |  |                              |
|                                   |                                     |  |                          |                                    |  |  |  |  |  |  |  |                              |
|                                   | Žofie Meklenbursko-Schwerinská      |  |                          |                                    |  |  |  |  |  |  |  |                              |
|                                   |                                     |  |                          |                                    |  |  |  |  |  |  |  |                              |
|                                   |                                     |  |                          | Jan Cicero Braniborský             |  |  |  |  |  |  |  |                              |
|                                   |                                     |  |                          |                                    |  |  |  |  |  |  |  |                              |
|                                   | Uršula Braniborská                  |  |                          |                                    |  |  |  |  |  |  |  |                              |
|                                   |                                     |  |                          |                                    |  |  |  |  |  |  |  |                              |
|                                   |                                     |  |                          | Markéta Saská                      |  |  |  |  |  |  |  |                              |
|                                   |                                     |  |                          |                                    |  |  |  |  |  |  |  |                              |
| August Brunšvicko-Wolfenbüttelský |                                     |  |                          |                                    |  |  |  |  |  |  |  |                              |
|                                   |                                     |  |                          |                                    |  |  |  |  |  |  |  |                              |
|                                   |                                     |  | Jan V. Sasko-Lauenburský |                                    |  |  |  |  |  |  |  |                              |
|                                   |                                     |  |                          |                                    |  |  |  |  |  |  |  |                              |
|                                   | Magnus I. Sasko-Lauenburský         |  |                          |                                    |  |  |  |  |  |  |  |                              |
|                                   |                                     |  |                          |                                    |  |  |  |  |  |  |  |                              |
|                                   |                                     |  |                          | Dorotea Braniborská                |  |  |  |  |  |  |  |                              |
|                                   |                                     |  |                          |                                    |  |  |  |  |  |  |  |                              |
|                                   | František I. Sasko-Lauenburský      |  |                          |                                    |  |  |  |  |  |  |  |                              |
|                                   |                                     |  |                          |                                    |  |  |  |  |  |  |  |                              |
|                                   |                                     |  |                          | Jindřich IV. Brunšvicko-Lüneburský |  |  |  |  |  |  |  |                              |
|                                   |                                     |  |                          |                                    |  |  |  |  |  |  |  |                              |
|                                   | Kateřina Brunšvicko-Wolfenbüttelská |  |                          |                                    |  |  |  |  |  |  |  |                              |
|                                   |                                     |  |                          |                                    |  |  |  |  |  |  |  |                              |
|                                   |                                     |  |                          | Kateřina Pomořanská                |  |  |  |  |  |  |  |                              |
|                                   |                                     |  |                          |                                    |  |  |  |  |  |  |  |                              |
|                                   | Uršula Sasko-Lauenburská            |  |                          |                                    |  |  |  |  |  |  |  |                              |
|                                   |                                     |  |                          |                                    |  |  |  |  |  |  |  |                              |
|                                   |                                     |  |                          | Albrecht III. Saský                |  |  |  |  |  |  |  |                              |
|                                   |                                     |  |                          |                                    |  |  |  |  |  |  |  |                              |
|                                   | Jindřich Zbožný                     |  |                          |                                    |  |  |  |  |  |  |  |                              |
|                                   |                                     |  |                          |                                    |  |  |  |  |  |  |  |                              |
|                                   |                                     |  |                          | Zdenka Česká                       |  |  |  |  |  |  |  |                              |
|                                   |                                     |  |                          |                                    |  |  |  |  |  |  |  |                              |
|                                   | Sibyla Saská                        |  |                          |                                    |  |  |  |  |  |  |  |                              |
|                                   |                                     |  |                          |                                    |  |  |  |  |  |  |  |                              |
|                                   |                                     |  |                          | Magnus II. Meklenburský            |  |  |  |  |  |  |  |                              |
|                                   |                                     |  |                          |                                    |  |  |  |  |  |  |  |                              |
|                                   | Kateřina Meklenburská               |  |                          |                                    |  |  |  |  |  |  |  |                              |
|                                   |                                     |  |                          |                                    |  |  |  |  |  |  |  |                              |
|                                   |                                     |  |                          | Žofie Pomořanská                   |  |  |  |  |  |  |  |                              |
|                                   |                                     |  |                          |                                    |  |  |  |  |  |  |  |                              |